# Copa Master de Supercopa
De Copa Master de Supercopa (Spaans: Copa Máster de Supercopa, Portugees: Copa Master da Supercopa), ook wel bekend als Supercopa Masters, was een Zuid-Amerikaans voetbaltoernooi dat werd gespeeld in 1992 en in 1995. Eerdere winnaars van de Supercopa Sudamericana deden mee aan dit toernooi. De winnaars van de Copa Master de Supercopa kwalificeerden zich voor de Copa de Oro Nicolás Leoz.

## Finales
De eerste editie werd als een mini-toernooi in Argentinië gespeeld. Aan de tweede editie deden slechts twee ploegen mee. Zij betwistten de Copa Master de Supercopa in een thuis- en een uitwedstrijd.
| Jaar | Winnaar         | Uitslagen | Finalist         |
| ---- | --------------- | --------- | ---------------- |
| 1992 | CA Boca Juniors | 2-1       | Cruzeiro EC      |
| 1994 | Cruzeiro EC     | 0-0, 1-0  | Club Olimpia (t) |

- Het team dat de eerste wedstrijd thuis speelde (in 1994), is met (t) aangegeven.

### Deelnemers
| Club            | Winnaar | Finalist | Derde | Vierde | Winnaar in: |
| --------------- | ------- | -------- | ----- | ------ | ----------- |
| Cruzeiro EC     | 1       | 1        | 0     | 0      | 1994        |
| CA Boca Juniors | 1       | 0        | 0     | 0      | 1992        |
| Club Olimpia    | 0       | 1        | 1     | 0      |             |
| Racing Club     | 0       | 0        | 0     | 1      |             |

### Derde editie
Een derde editie zou van 28 mei tot en met 7 juni 1998 in Avellaneda (Argentinië) worden gespeeld door middel van een knock-outtoernooi tussen alle acht winnaars van de Supercopa Sudamericana. Nadat het toernooi eerst werd uitgesteld vanwege het gebrek aan sponsors tot na het WK van 1998 werd het uiteindelijk afgelast. De beoogde deelnemers waren:
| Ploeg              | Titels Supercopa Sudamericana | Titels Copa Libertadores                       |
| ------------------ | ----------------------------- | ---------------------------------------------- |
| CA Independiente   | 2 (1994, 1995)                | 7 (1964, 1965, 1972, 1973, 1974, 1975 en 1984) |
| Cruzeiro EC        | 2 (1991, 1992)                | 2 (1976 en 1997)                               |
| CA Boca Juniors    | 1 (1989)                      | 2 (1977 en 1978)                               |
| Club Olimpia       | 1 (1990)                      | 2 (1979 en 1990)                               |
| São Paulo FC       | 1 (1993)                      | 2 (1992 en 1993)                               |
| CA River Plate     | 1 (1997)                      | 2 (1986 en 1996)                               |
| Racing Club        | 1 (1988)                      | 1 (1967)                                       |
| CA Vélez Sarsfield | 1 (1996)                      | 1 (1994)                                       |